# Ephraim Oshry
Ephraim Oshry (Kupiškis, 1er août 1908 - New York, 28 septembre 2003,,,,) est un rabbin lituanien ayant vécu durant la Shoah en Lituanie, où il agit comme décisionnaire. Après la Seconde Guerre mondiale, il écrit un important ouvrage sur le judaïsme lituanien anéanti par les nazis. C'est un des rares rabbins européens et possek ayant survécu à la Shoah et qui témoigne.

## Éléments biographiques
Ephraim Oshry est né le 1er août 1908 à Kupiškis, dans le nord-est de la Lituanie.

### Dans le Ghetto de Kaunas
Le 23 juin 1941, les nazis occupent Kaunas, la deuxième ville en importance de Lituanie, et créent le Ghetto de Kaunas et Camp d'extermination de Kaunas (le Neuvième fort).
Les nazis chargent le rabbin Oshry de la responsabilité des archives juives de Kaunas. L'intention des allemands était de créer une exposition des artefacts de la race juive disparue. Le rabbin Ephraim Oshry utilise ces archives à d'autres fins : pour répondre aux questions extrêmement difficiles, souvent de vie ou de mort, qu'on lui adresse de toute part sur la nature humaine, Dieu, et l'éthique juive, activité qu'il va maintenir jusqu'à son emprisonnement en août 1944. Il garde une copie des questions et des réponses (Responsa), dans des containers, qu'il récupère à la fin de la guerre.
Kaunas est libéré en août 1944.
Le rabbin Ephraim Oshry a perdu son épouse et ses enfants dans les camps. Il se remarie en 1949 avec Frieda Greenzwieg, une survivante d'Auschwitz.
Sa mère et ses deux sœurs sont mortes durant la Shoah.

### Après la Seconde Guerre mondiale
En 1949, le rabbin Ephraim Oshry et son épouse, Frieda Greenzwieg, s'établissent à Rome, en Italie. Il y crée la Yeshiva Méor HaGolah pour des enfants orphelins réfugiés.
En 1950, le rabbin Ephraim Oshri s'établit avec sa famille à Montréal, au Québec (Canada. Il s'installe avec tous les étudiants de sa yeshiva.

#### Le Lower East Side
En 1952, le rabbin Ephraim Oshry quitte Montréal et s'installe dans le Lower East Side de Manhattan à New York.
Avec le rabbin Moshe Feinstein, le rabbin Ephraim Oshry est pendant de nombreuses années une des grandes figures du Lower East Side.

#### Le Beth Hamedrash Hagadol
En 1952, le rabbin Ephraim Oshry prend la direction de la Communauté du Beth Hamedrash Hagadol (Grande Maison d'Études,,), un des sites historiques du Lower East Side, qu'il dirige pendant 51 ans.
Il crée aussi dans le East Bronx une yeshiva pour garçons et une yeshiva pour filles.
Une yeshiva à Monsey (État de New York) porte son nom : Yeshiva Shaar Ephraim.
Le rabbin Ephraim Oshry décède à New York, le 28 septembre 2003, le deuxième jour de Roch Hachana, le 2 Tishri. Il est survécu par son épouse et neuf enfants (trois filles et six fils). II avait 89 ans.

## Œuvres
- (he) Divrei Efraim, 1949[22].
- (he) Sh'eilos UTeshuvos MiMa'makim (Questions et réponses des profondeurs), 1959-1979, 5 volumes.
- (he) Ozar ha-Pesah, 1965.
- (he) Imrei Efraim, 1968.
- (he) Hasidei Efraim, 1975.
- (en) Annihilation of Lithuanian Jewry. Judaica Press, 1995  (ISBN 978-1-880582-18-3).
- (en) Ephraim Oshry. Responsa from the Holocaust. B. Goldman & Y. Leiman, Editors. Judaica Press, 2001  (ISBN 978-1-880582-71-8). Nouvelle édition: Responsa from the Holocaust. Shailos Uteshuvos from the Kovno Ghetto. Judaica Press, 2024.  (ISBN 9781607634027)
- La Torah au cœur des ténèbres. Traduction par Marc Meir Maslowski. Albin Michel: Paris, 2011[23],[24]  (ISBN 978-2-226-21922-0).

## Responsa
Exemples de Responsa du rabbin Ephraim Oshry,,,,,,,,,,,,,,,,, :
- Question : Une veuve démunie peut-elle extraire l'or des dents de son mari ? Réponse : Non, ce serait désacraliser son corps[43].
- Question : Peut-on faire une césarienne sur une femme décédée ? Réponse : Si par cette action on sauve une vie, désacraliser la défunte est une moindre priorité[43].
- Question : Est-ce que les survivants de la Shoah doivent enlever leurs tatouages (numéros) ? Réponse : [le rabbin Ephraim Oshry est lui-même un survivant] Non, ils doivent les garder en tant que symbole honorifique[44].

## Honneurs
Les volumes de Responsa du rabbin Ephraim Oshry lui valent deux National Jewish Book Awards.